# Maxime Michelet
Maxime Michelet, né le 19 avril 1992 à Châlons-sur-Marne (Marne), est un historien et homme politique français.
Il est élu député de la troisième circonscription de la Marne en 2024, avec le soutien des Républicains à droite d'Éric Ciotti.

## Biographie

### Famille et jeunesse
Issu d'une famille modeste (sa mère est ATSEM et son père menuisier), il grandit à Suippes (Marne), où il est scolarisé à l'école et au collège.  

### Parcours académique et historien duXIXesiècle
Il étudie ensuite au lycée public Pierre-Bayen de Châlons-en-Champagne et intègre le lycée Henri-IV en classes préparatoires.  
Après un master d'histoire à la Sorbonne, consacré à l'Impératrice Eugénie, il devient surveillant au lycée Fénelon à Paris de 2013 à 2019. À partir de 2019, il devient secrétaire du proviseur chargé de la scolarité, toujours au lycée Fénelon.
En parallèle, il continue à s'intéresser à l'histoire de la Deuxième République (1848-1852) et du Second Empire (1852-1870), : il s'inscrit en thèse en 2017 sous la direction d'Éric Anceau et préside la société historique des Amis de Napoléon III.

### Engagement politique
En décembre 2022, il rejoint le cabinet d'Éric Ciotti, président du parti Les Républicains.
Lors des élections législatives de 2024, Maxime Michelet est candidat de l'alliance LR-Rassemblement national dans la 3e circonscription de la Marne. Il arrive en tête du première tour avec 43,83 % des voix, devançant le député Renaissance sortant Éric Girardin (31,93 %), qu'il bat au second tour avec 50,88 % des suffrages.

## Ouvrages
- L'impératrice Eugénie : une vie politique, Paris, Cerf, 2020  (ISBN 978-2-204-13760-7)
- L'invention de la présidence de la République : l’œuvre de Louis-Napoléon Bonaparte, Paris, Passés composés, 2022  (ISBN 978-2-3793-3548-8)[7]
- Napoléon III, la France et nous, Paris, Passés composés, 2023,  (ISBN 979-1-0404-0176-6)

## Synthèse des résultats électoraux
| Année | Parti | Parti   | Circonscription | 1er tour | 1er tour | 1er tour | 2d tour | 2d tour | 2d tour |
| Année | Parti | Parti   | Circonscription | Voix     | %        | Rang     | Voix    | %       | Issue   |
| ----- | ----- | ------- | --------------- | -------- | -------- | -------- | ------- | ------- | ------- |
| 2024  |       | RAD-UXD | 3e de la Marne  | 21 890   | 43,84    | 1er      | 25 259  | 50,88   | Élu     |